# 이테아과
이테아과(Iteaceae)는 범의귀목에 속하는 속씨식물과의 하나이다. 나무와 관목으로 이루어져 있으며, 미국 동부, 아프리카 남동부, 남아시아 그리고 동남아시아에 자생한다. 예전의 일부 식물 분류 체계는 이 과의 식물 속을 까치밥나무과로 분류했다. 2009년의 APG III 분류 체계는 이전에 독립된 과였던 프테로스테몬과를 이테아과에 포함시켰다. 이 과 식물은 뉴저지주의 라리탄 지층에서 발견된 백악기 후기 투랜절 시기까지 거슬러 올라가는 꽃 화석과 워싱턴주의 클론다이크 산 지층에서 발견된 에오세 시기의 잎 등이 유명하다.